# هيروفومي نوجيما
هيروفومي نوجيما (野島裕史 نوجيما هيروفومي, الكتابة الحقيقية لاسمه:野島祐史) هو ممثل ياباني ولد في 16 مارس 1973 في طوكيو.

## أدواره في الأنمي

### مسلسلات أنمي تلفزيونية
- تورادورا! - يوساكو كيتامورا
- المقيم الأبدي - أنوتسو كاغيهيسا
- هيرومان - هاورد
- شاكوغان نو شانا - هاياتو إيكي
- شاكوغان نو شانا II - هاياتو إيكي
- شاكوغان نو شانا III(Final) - هاياتو إيكي، تاكيميكازوتشي
- باسكواش! - يان هاريس
- سول إيتر - مهرج
- روميو x جولييت - فرانسيسكو
- ديث نوت - ريجي ناميكاوا
- لاينباريل الحديدي - سوبي ناكاجيما
- فامباير نايت Guilty - هاروكا كوران
- جانباريد أوركسترا - كو كوجيما
- الرومانسية الفيكتورية إيما - روبرت هالفورد
- ديفل ماي كراي - براد
- باندورا هارتس - إليوت نايتراي
- ساندز أوف ديستراكشن - ليفي
- رازيفون - مامورو توريغاي
- رايلغان معينة خاصة بالعلم - هاتسويا كايتابي
- ترينيتي بلاد - كاين نايترود (أيام الطفولة)
- سيريه نو موريبيتو - شوغا
- باكومان - يوجيرو هاتوري
- أوكامي-سان و رفاقها السبعة - ليست كيريكي
- أبطال الكرة - زين
- سيكريد سفن - رقم صفر
- حفيد نوراريهيون: عاصمة العفاريت - ماساتسوغو كيكاين
- أن-غو - تتسيا أوتسوبو
- حارس الحقل - فزاعة
- ماغي: The Labyrinth of Magic - سبمد سالوجا
- ماغي: The Kingdom of Magic - سبمد سالوجا
- باكوجان - رين
- عاصفة زيتسوين - جونيتشيرو هوشيمورا
- كرة سلة كوروكو - شون إيزوكي
- كود:بريكر - تسونو
- الخطايا السبع المميتة - أليوني
- يواموشي بيدال - كوتارو إيشيغاكي
- يواموشي بيدال GRANDE ROAD - كوتارو إيشيغاكي
- وورلد تريغر - رينجي أماتوري، كو موراكامي
- بوكيمون إكس/واي - غرانت

### أوفا أنمي
- شاكوغان نو شانا S - هاياتو إيكي
- سينت سيا: ذا لوست كانفاس - ساجيتاريوس سيزيفوس

### أفلام أنمي
- شاكوغان نو شانا - هاياتو إيكي
- إينازوما إليفن: هجوم الجيش الأقوى أوغر - شويا غوينجي

## أدواره في ألعاب الفيديو
- مغامرة جوجو الغريبة: آيز أوف هيفن - ساندمان

## أدواره في الدبلجة اليابانية
- انتوراج - فنسنت تشيس

## وصلات خارجية
- هيروفومي نوجيما على موقع IMDb (الإنجليزية)
- هيروفومي نوجيما على موقع ميوزك برينز (الإنجليزية)
- هيروفومي نوجيما على موقع قاعدة بيانات الفيلم (الإنجليزية)
- هيروفومي نوجيما على موقع كينوبويسك (الروسية)
- هيروفومي نوجيما على موقع ANN person (الإنجليزية)